# Lionheart, el lluitador
Lionheart, el lluitador (títol original: Full Contact) és una pel·lícula estatunidenca dirigida per Sheldon Lettich, estrenada l'any 1990. Ha estat doblada al català.

## Argument
Francois Gaultier, un miserable traficant de drogues és cremat viu per una banda. Acaba a l'hospital on demana a la seva dona de contactar el seu germà Lyon. Aquest últim es troba a la Legió Estrangera a Àfrica del Nord d'on va desertar per tornar als Estats Units. Allà, coneix Joshua que l'allista en combats clandestins amb la finalitat que Lyon guanyi prou diners per travessar el país i trobar la família del seu germà.

## Repartiment
- Jean-Claude Van Damme: Lyon Gaultier
- Harrison Page: Joshua
- Deborah Rennard: Cynthia
- Lisa Pelikan: Hélène Gaultier
- Ashley Johnson: Nicole Gaultier
- Brian Thompson: Russell
- Abdel Qissi: Attila
- Voyo Goric: Sergent Hartog
- Michel Qissi: Moustafa
- George McDaniel: Adjudant
- Eric Karson: Metge
- Ash Adams: François
- William T. Amos: Dealer
- Roz Bosley: Infermera
- Dennis Rucker: Legionari irlandès
- Billy Blanks: Legionari africà

## Al voltant de la pel·lícula
- El rodatge s'ha desenvolupat a Jean, Los Angeles i Nova York.
- És la 3a i última col·laboració entre Van Damme i Michel Qissi, després de Bloodsport i Kickboxer.
- Abdel, germà de Michel Qissi, interpreta Attila.